# Mu'aqqibat

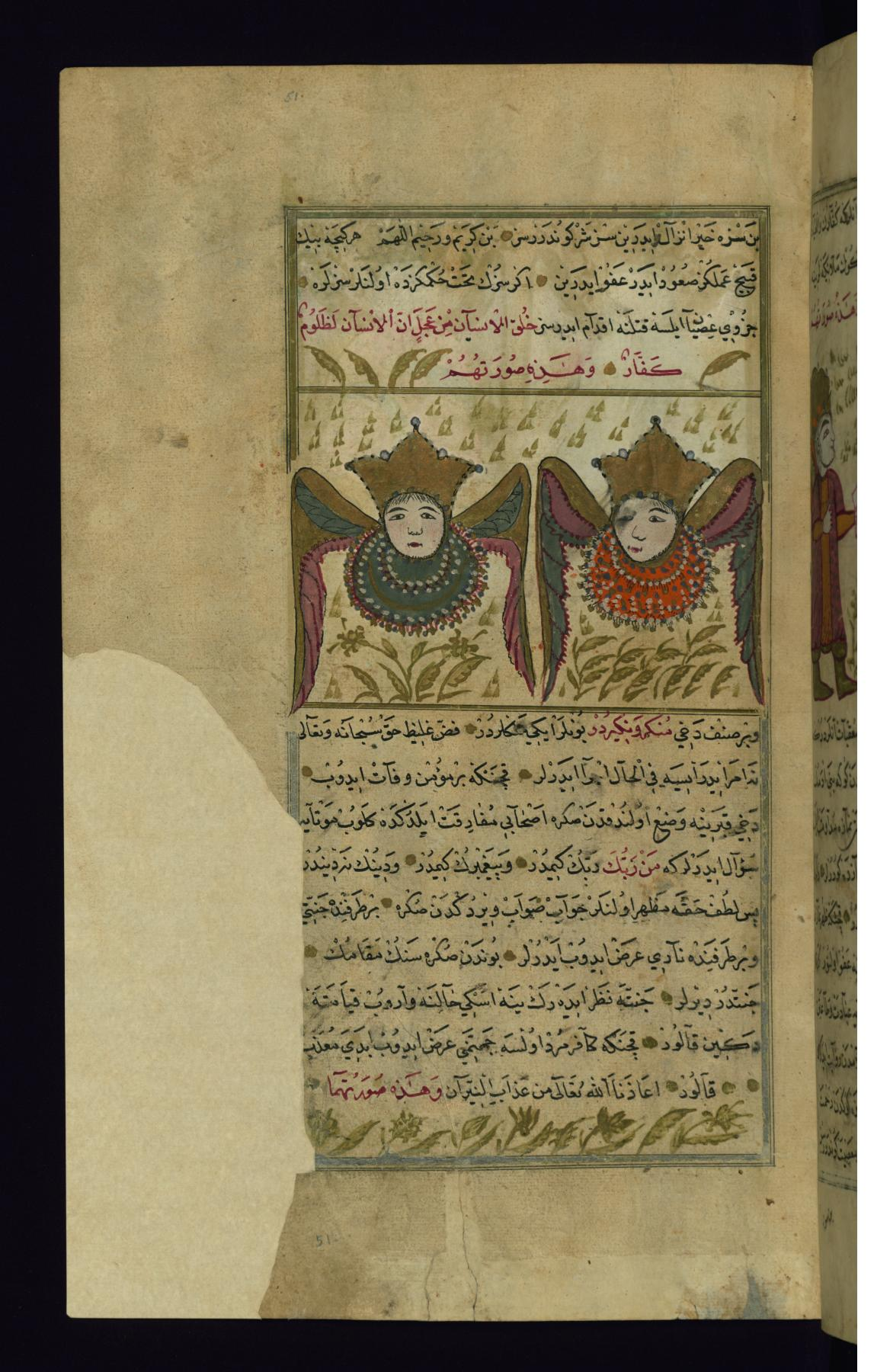
Questa illustrazione dal manoscritto di Walters W.659 raffigura gli angeli chiamati Mu'aqqibat, che hanno il compito di portare benedizioni dal sole e portare le buone azioni degli uomini in cielo.

Il termine arabo al-mu'aqqibat (comunemente incontrato nel plurale definito, arabo معقبات "coloro che si seguono l'un l'altro") è un termine che ricorre nel Corano (D.13: 11) che alcuni commentatori islamici considerano riferirsi a un classe di angeli custodi. Pertanto, questi angeli sono anche chiamati al hafathah (الحفظة) che significa gli angeli custodi. Proteggono gli umani dai danni dei malvagi jinn (جن) e shayateen (شياطين).
Nella tradizione islamica un angelo custode o illuminato. L'angelo osservatore (raqib "osservatore") è un angelo che mantiene ogni essere nella vita, nel sonno, nella morte o nella risurrezione. Il singolare arabo per mu'aqqibat sarebbe mu'aqqib "una persona che segue". Questi angeli sono hafazhah ("guardie") e il concetto di angelo custode nell'Islam è simile a quello di angelo custode in alcune tradizioni ebraiche e cristiane. Ad ogni persona vengono assegnati quattro angeli "Hafaza", due dei quali vegliano durante il giorno e due durante la notte.
Si dice che Maometto abbia detto che ogni uomo ha dieci angeli custodi. Ali ben-Ka'b/Ka'b bin 'Ujrah, e Ibn' Abbas li interpretano come angeli.

## Etimologia
La parola al-Mu'aqqibat è il plurale di al-mua'qqibah. Deriva dalla parola "aqiba" che significa tacco, da qui il significato che segue chi segue come tallonare una persona. I nomi usati qui sono un'enfasi e si riferiscono al linguaggio degli angeli a cui era stato assegnato il compito di seguire seriamente ogni creatura di Dio.

## Ilmu'aqqibatdel Corano
Gli angeli assegnati a mantenere un servitore in tutti gli "ihwalnya", sono citati nel Corano Al-Ra'du (Q13.10-11), che recita: "Per ogni (tale persona) ci sono (angeli) in successione, prima e dietro di lui: lo custodiscono per comando di Dio. In verità, Dio non cambierà mai la condizione di un popolo finché non la cambieranno loro stessi (con le proprie anime)".
Per gli esseri umani ci sono angeli che si alternano sempre, di fronte e dietro di essi, osservano i comandamenti di Dio. "(Al-Raad: 10-11)
E Surah Al-An'am, come tradotto da Abdullah Yusuf Ali, recita: "È irresistibilmente, supremo sui suoi servi e pone dei guardiani su di te" (Al-An'am (6): Q61)